# Lucretia Maria Davidson
Pour les articles homonymes, voir Davidson.
Lucretia Maria Davidson (née le 27 septembre 1808 à Plattsburgh; morte dans la même ville le 27 août 1825 ) fut une poétesse américaine du début du XIXe siècle, morte à 16 ans.

## Biographie
Marceline Desbordes-Valmore lui a consacré un poème, "Lucretia Davidson", dans son recueil Les Pleurs, publié en 1832.

## Source de la traduction
- (en) Cet article est partiellement ou en totalité issu de l’article de Wikipédia en anglais intitulé « Lucretia Maria Davidson » (voir la liste des auteurs).